# 1 d'agost
L'u d'agost o primer d'agost és el dos-cents tretzè dia de l'any del calendari gregorià i el dos-cents catorzè en els anys de traspàs. Queden 152 dies per a finalitzar l'any.

## Esdeveniments
Països Catalans
- 1391, Inca, Mallorca: la població cristiana en saqueja el call.[2]
- 1850, Vilanova i la Geltrú (el Garraf): es funda el Diari de Vilanova, degà de la premsa estatal.
- 1917, Catalunya: sent President de la Mancomunitat de Catalunya, mor Enric Prat de la Riba, als 46 anys, arran d'una malaltia contreta durant el seu pas per presó.
- 1947, Paterna, Horta Oest: és afusellat el guerriller antifranquista Vicente Galarza Santana.
- 1977 - Catalunya: el govern espanyol legalitza Esquerra Republicana de Catalunya.[3]

Resta del món
- 608, La Columna de Focas, l'ultim afegitó que va rebre el Fòrum, es va dedicar en honor de l'emperador Flavi Focas.
- 1589, Saint-Cloud, actual França: Enric III de França mor assassinat pel dominic Jacques Clement.[4]
- 1919, Budapest: l'exèrcit romanès invasor derroca la República Soviètica Hongaresa.[5]
- 1920, Regne Unit: fundació del Partit Comunista de la Gran Bretanya.[6]
- 1929 - Madrid, Espanya: enfrontats a la Dictadura de Primo de Rivera, destacats intel·lectuals espanyols renuncien a les seves càtedres.[7]
- Ciutat del Vaticà: inauguració del servei postal vaticà.[8]
- 1936, Berlín (Alemanya): se celebra la cerimònia inaugural dels Jocs Olímpics de la XI Olimpíada sota la presidència d'Adolf Hitler.
- 1939, Estats Units: Glenn Miller grava In the Mood.[9]
- 1944, Polònia: a les cinc de la tarda comença la insurrecció popular contra l'ocupació nazi.[10] els combats, que duraran fins al 2 d'octubre, provocaran la mort de 180.000 civils, la destrucció de Varsòvia i la deportació de 250.000 dels seus habitants a camps de concentració.
- 1975 - Conferència de Hèlsinki, o Conferència sobre Seguretat i Cooperació a Europa (CSCE), celebrada a Hèlsinki entre el 1972 i el 1975, era hereva del Tractat de Seguretat Col·lectiva a Europa, firmat a Moscou el 1954.[11]
- 2004, Asunción, Paraguai: l'incendi en uns grans magatzems hi causa gairebé tres centenars de morts.[12]
- 2014, Roma: Deixa de publicar-se el diari italià L'Unità, fundat el 1924 per Gramsci.[13]

## Naixements
Països Catalans
- 1705 - Olot: Pere Ferrussola, religiós jesuïta i professor universitari a Cervera.[14]
- 1851 - Sabadell: Marian Burguès i Serra, ceramista i lliurepensador català.[15]
- 1902 - Barcelona: Lola Iturbe, destacada activista anarquista barcelonina (m. 1990).[16]
- 1941 - Igualada: Jordi Savall i Bernadet, músic català.[17]
- 1944 - Barcelona: Carme Solé i Vendrell, dibuixant i il·lustradora catalana.[18]
- 1954 - Reus: Maria Lluïsa Amorós Corbella, novel·lista i professora catalana.[19]
- 1959 - Tavernes de la Valldigna, la Safor: Encarna Sant-Celoni i Verger, escriptora i traductora valenciana.[20]
- 1966 - Barcelona, Mercè Sarrias i Fornés: dramaturga i guionista catalana.[21]
- 1985 - Barcelona: Júlia Menéndez i Ortega, jugadora d'hoquei sobre herba resident a Valldoreix, Sant Cugat.[22]
- 1993 - Palma: Alexandre Abrines Redondo, jugador de bàsquet mallorquí.[23]

Resta del món
- 10 aC, Lugdúnum, Tiberi Claudi Cèsar August Germànic, emperador romà.
- 1818, Nantucket, Massachusetts: Maria Mitchell, astrònoma estatunidenca (m. 1889).[24]
- 1819, Nova York (EUA): Herman Melville, escriptor estatunidenc[25]
- 1832, Leipzig: Marie Wieck, cantant, compositora i pianista alemanya (m. 1916).[26]
- 1847, Camaiore, Gran Ducat de Toscana: Guido Papini, violinista i compositor italià[27]
- 1863: 
  - Aigasvivas (Gard): Gaston Doumergue, advocat, 13è President de la República Francesa (m. 1937).[28]
  - Groningen: Barbara Elisabeth van Houten, pintora neerlandesa (m. 1950).[29]
- 1885, Budapest, Imperi Austrohongarès: George de Hevesy, físic i químic hongarès, Premi Nobel de Química de 1943[30]
- 1893: Alexandre I de Grècia, rei grec.
- 1910, Stuttgart, Imperi Alemany: Gerda Taro, fotògrafa alemanya[31]
- 1924, Dąbrowica, Polònia: Georges Charpak, físic francès d'origen polonès, Premi Nobel de Física de 1992.[32]
- 1933 - Pàdua: Toni Negri, politòleg, filòsof i pensador postmarxista italià (m. 2023).
- 1936, Orà, Algèria: Yves Saint-Laurent, dissenyador i empresari francès[33]
- 1945, Aberdeen, Washington, EUA: Douglas Dean Osheroff, físic nord-americà, Premi Nobel de Física de l'any 1996.[34]
- 1955, Ardecha: Bernadette Perrin-Riou, matemàtica francesa.[35]
- 1960, Oviedo, Astúries: Cristina del Valle, cantant i activista espanyola en la lluita contra de la violència de gènere.[36]
- 1961, Madridː Nieves Concostrina, periodista i escriptora madrilenya.[37]
- 1963 - Boulder: John Carroll Lynch, actor i director estatunidenc.
- 1970, El Ejido: Helena Maleno Garzón, periodista, activista, investigadora, documentalista i escriptora espanyola.[38]
- 1973, Tolosa: Edurne Pasaban, alpinista basca, primera dona a coronar els catorze cims de vuit mil metres del planeta.[39]
- 1975, Gabon: Jonas Ogandaga, futbolista gabonès
- 1978, Barakaldo: Begoña Maestre, actriu basca de teatre, televisió i cinema.[40]
- 1984, Kolbermoor, Alemanya: Bastian Schweinsteiger, futbolista alemany

## Necrològiques
Països Catalans
- 1917, Castellterçol: Enric Prat de la Riba i Sarrà, primer president de la Mancomunitat de Catalunya[41]
- 1841, Barcelona: Eulàlia Ferrer, editora, llibretera, impressora i directora del Diario de Barcelona durant vint anys[42]
- 1962, Barcelona: Emili Vendrell i Ibars, tenor i destacat intèrpret de cançons tradicionals catalanes (69 anys).[43]
- 1994, Barcelona: Agustí Asensio Saurí, dibuixant i il·lustrador de llibres infantils.
- 2001, Barcelona: Maria del Carme Ponsati Capdevila, nedadora catalana[44]
- 2011, Barcelona: Concha Alós, escriptora valenciana en llengua castellana[45]
- 2016, Girona: Joan Ensesa i Roura, cromador i restaurador de metalls gironí.
- 2017, Barcelona: Enric Bañeres, periodista esportiu català

Resta del món
- 1137, castell de Béthisy, prop d'Amiens: Lluís VI de França, el Gras, rei de França [46]
- 1295, Roma, Estats Pontificis: Cardenal Simó de Limburg, príncep-bisbe de Lieja destituït (als 18 anys).
- 1391, L'Espitau d'Orion, Occitània: Gastó III de Foix, comte de Foix i vescomte de Bearn i Marsan
- 1787, Pagani: sant Alfons Maria de Liguori, prevere i doctor de l'Església [47]
- 1903, Terry, Dakota del Sud, EUA: Calamity Jane, famosa aventurera del Far West [48]
- 1912, Sòria: Leonor Izquierdo, musa i efímera companya d'Antonio Machado[49]
- 1930, París: Manuel María de Peralta y Alfaro, polític costa-riqueny (83 anys).
- 1970, Berlín, Alemanya: Otto Heinrich Warburg, bioquímic i metge alemany, Premi Nobel de Medicina o Fisiologia de l'any 1931 [50]
- 1973, Groß Dölln, República Democràtica Alemanya: Walter Ulbricht, polític alemany, entre 1950 i 1971 el principal dirigent de la RDA[11]
- 1987, San Antonio (Texas), EUA: Pola Negri, actriu polonesa dedicada al teatre i després al cinema mut[51]
- 1992, prop de Moscou, Unió Soviètica: Margarita Aliguer, poeta, bibliotecària, periodista i traductora russa i soviètica[52]
- 1996:
  - París: Frida Boccara, cantant francesa[53]
  - Llombardia: Lucille Teasdale-Corti, pediatra i cirurgiana canadenca, que va treballar a Uganda contribuint al desenvolupament de serveis mèdics al nord del país.
  - Basilea, Suïssa: Tadeusz Reichstein, metge suís d'origen polonès, Premi Nobel de Medicina o Fisiologia de l'any 1950 [54]
- 2009: Makati, Filipines: Corazón Aquino, política filipina, que fou Presidenta de les Filipines, la primera dona cap d'estat a Àsia[55]
- 2016, Morges, Suïssa: Anna de Borbó-Parma, reina de Romania[56]
- 2017: Ian Graham, explorador i maianista britànic.

## Festes i commemoracions
- Festa Major de Barruera, Alta Ribagorça)
- Festa Major de Torelló, Osona)
- Diada nacional de Suïssa

### Santoral[57]

#### Església Catòlica[58]
- Sants i beats al Martirologi romà (2011): Eleazar màrtir i Macabeus, màrtirs; Secundí de Roma, màrtir (s. I); Feliu de Girona (màrtir), diaca (307); Exuperi de Bayeux, bisbe (s. IV); Sever, prevere (ca. 500); Friard i Secundel, diaques i eremites (s. VI); Jonat de Marchiennes, abat (ca. 690); Æthelwold de Winchester, bisbe (984); Emeric de Quart, bisbe d'Aosta (1313); Joan Bufalari, monjo (ca. 1336); Pere Favre, jesuïta (1546); Alfons Maria de Liguori, bisbe, Doctor de l'Església (1787); Doménec Nguyen Van Hanh, Bernat Vu Van Due, màrtirs (1838).
  - Beats: Thomas Welbourne, màrtir (1605); Bienvenido de Miguel Arahal, màrtir (1936); Aleksy Sobaszek, prevere màrtir (1942).
- Sants no inclosos al Martirologi: Lluci de Barcelona, bisbe llegendari del segle i, inexistent; Almedha de Gal·les, princesa i eremita (s. VI); Gualteri de Guimarães, franciscà.
- Beats no inclosos al Martirologi: Haziga de Scheyern, comtessa (1103).

#### Església Copta
- 25 Abib: Tecla d'Iconi, màrtir (s. I); Mercuri de Cesarea (Filòpatre), màrtir (251); Abakaragó de Batanoun, monjo i màrtir; Antoni de Beba, màrtir a Pelusium; Blamó de Kena, eremita (316); Domeci de Quros-Gebirge (Domadios El-Soriany), eremita i màrtir (363); Isaac de Schema, màrtir; Hilària de Bamaliana, màrtir; Tecla i Mugui de Krakas, màrtirs.

#### Església Ortodoxa (segons el calendari julià)
- Se celebren els corresponents al 14 d'agost del calendari gregorià

#### Església Ortodoxa (segons el calendari gregorià)
Corresponen als sants del 19 de juliol del calendari julià.
- Sants: Macrina la Jove, germana de Basili el Gran (ca. 380); Dió d'Antioquia, abat (430); Antoni de Valaam, abat; Gregori el Jove Confessor, bisbe; Teodor d'Edessa, bisbe (848); Romà Olegòvitx, príncep de Riazan (1270); Paisi de les Coves de Kíev (segle xiv); Stefan Lazarević, rei de Sèrbia (1427) i Militsa, la seva mare (1405); Metròfanes de Voronezh (1703); Demetri de Rostov, metropolità (1709); Ticó de Zadonsk, bisbe de Voronezh (1783); Eugenia Lazarević; Ivan de Sora (1903); Miquel el Sabaïta, monjo; Viktor de Glazov, bisbe màrtir (1934).

Església Ortodoxa Grega
- Diocles de Paradís, abat

#### Esglésies luteranes
- Gustav Werner, teòleg (1887)